# Rode Swastika
De Internationale Rode Swastika is een religieuze internationale hulporganisatie, die vergelijkbaar is met het Rode Kruis.
In het begin had de organisatie armenhuizen en soepkeukens. Nu heeft de organisatie scholen in Hongkong (Tuen Mun and Tai Po) en Singapore.
Het heeft een hoofdkantoor in Taiwan en kantoren in Tokio, Londen en Parijs.

## Geschiedenis
De Rode Swastika werd in 1922 in een Pekingnese Daoyuan onder het motto “促进世界和平，救济灾患” opgericht door onder anderen Qian Nengxun (钱能训), Du Bingyin (杜秉寅), Li Jiabai (李佳白) en andere Chinezen.
- “促进世界和平，救济灾患”
- Bevordert de wereldvrede en ontlast de rampen
- Pinyin: cùjìn shìjiè hépíng, jiùjǐ zāihuàn
- Standaardkantonees: Chok Chun Saj Kaai Woh Ping, Kauw Chaj Chooi Waan

Tijdens de Tweede Wereldoorlog hielp de organisatie met het begraven van de lijken die door de Japanse bezetters werden vermoord, veelal in het Bloedbad van Nanking. 
Tijdens rampen in Japan en de Sovjet-Unie was de organisatie ook aanwezig om de mensen te helpen.